# Zderzenie czołowe

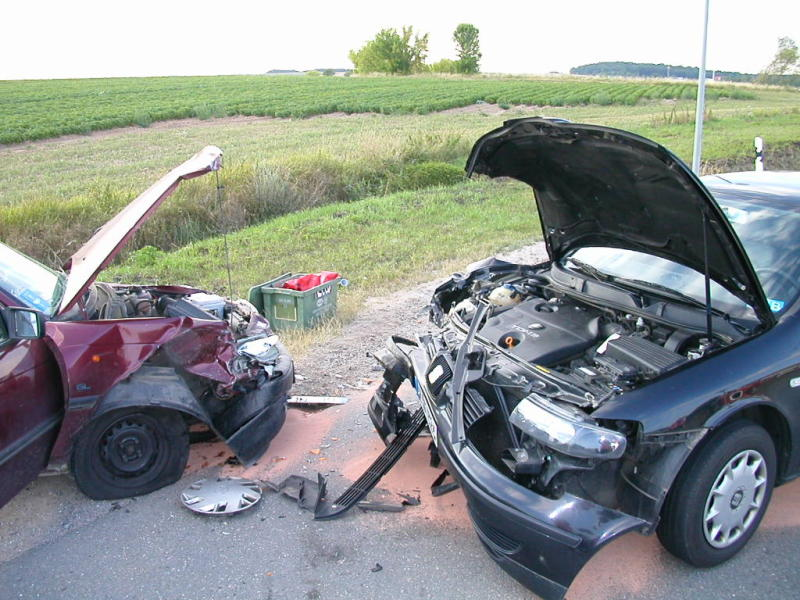
Zderzenie czołowe niesymetryczne

Zderzenie czołowe (pojazdów mechanicznych) – zderzenie dwóch pojazdów (samochody, pociągi, statki, samoloty itp.) w ruchu drogowym, szynowym, morskim, lotniczym itp., w którym dochodzi do czołowego, obustronnego i niezaplanowanego kontaktu (nagłego i gwałtownego zetknięcia; oprócz testu zderzeniowego), podczas którego wyzwala się duża (ogromna) niszcząca energia.
Z uwagi na lokalizację zderzenia czołowe są dzielone na:
- symetryczne
- niesymetryczne (przesunięte)
- ukośne

Zderzenia czołowe są najczęstszą przyczyną wszystkich obrażeń, jakich doznają kierowcy i pasażerowie podczas zderzeń samochodów.